# Báthori István (országbíró, 1555–1605)

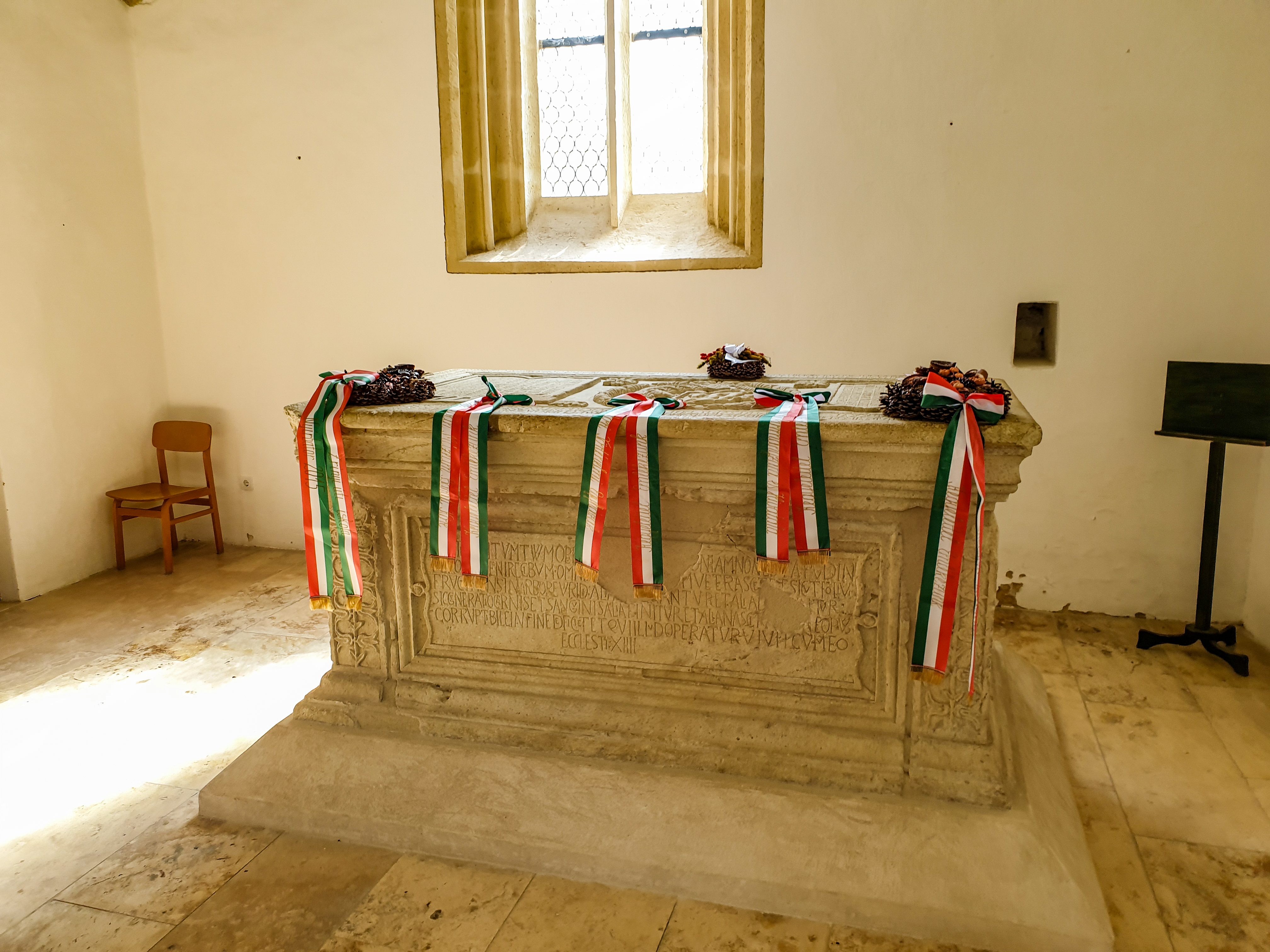
Szarkofágja a nyírbátori református templomban

Ecsedi Báthori István (1555 – Ecsed, 1605. július 25.) országbíró.

## Élete
Ecsedi Báthori György (†1570) és somlyói Báthory Anna (?–1570) fia, a hírhedt Nádasdy Ferencné Báthory Erzsébet bátyja; anyja révén Báthory István erdélyi fejedelem és lengyel király unokaöccse. Szülei buzgó támogatói voltak a kálvinizmusnak, és fiukat is ebben a hitben nevelték. Az ifjú Báthory István szülei kívánságára teológiai tanulmányokat folytatott, majd 1585-ben Rudolf császár Szatmár, Szabolcs vármegye főispánjává és országbíróvá nevezte ki. Udvara hosszú ideig az országrész legjelentősebb szellemi központja volt, európai műveltségű humanisták és prédikátorok vették körül. 
1593 és 1596 között a törökök ellen harcolt. 
Élete végén Bocskai István híve lett. Zsoltárai és a szentháromság kérdéséről írt munkája kéziratban maradt fenn. Támogatta Károli Gáspár bibliafordításának kiadását. Báthory Gábor által emelt szarkofágja a nyírbátori templomban ma is látható. Értékes írásos emlékeit a nyírbátori Báthory István Múzeum őrzi.

## Házassága
Felesége Homonnai Drugeth Fruzsina volt, házasságukból azonban nem születtek gyermekek. Unokatestvére, somlyói Báthory István Kraszna vármegyei főispán halála után, 1601-ben örökbe fogadta annak árváit, köztük Báthory Gábor későbbi erdélyi fejedelmet és Báthory Annát. Báthory Gábor az ő hatására tért át a református vallásra. Négy évvel később, 1605. július 25-én halt meg Ecseden. Halálával kihalt a Báthoriak ecsedi ága. Hatalmas vagyonát a somlyói Báthory-gyermekek örökölték.

## Művei
Toldy Ferenc 1850. december 9-én Tompa Imrétől Erdélyből kézirati töredékeket kapott, amelyek Báthory István munkáinak 1605-ben sajátkezűleg másolt kéziratainak bizonyultak. Ezek a következő műveket tartalmazzák:
- Meditációk
- Ars orandi
- Traktátus a Szentháromságról
- 23 zsoltár. Ezek nem a bibliai Zsoltárok könyve fordításai, hanem ezek mintájára írt saját vallásos költemények
- Ecsedy Báthori István meditációi; sajtó alá rend. Erdei Klára, Keveházi Katalin; MTA Könyvtár–JATE, Bp.–Szeged, 1984 (Adattár XVI-XVIII. századi szellemi mozgalmaink történetéhez)
- Ecsedi Báthory István végrendelete, 1603; bev. Vadász Veronika; SZTE Régi Magyar Irodalom Tanszéke, Szeged, 2002 (Fiatal filológusok füzetei. Korai újkor)

Toldy a kéziratokat ismertette a szerző életrajzával az Adalékok a régibb magyar irodalom történetéhez című munkájában, ahol a zsoltárokból néhányat közöl is.